# Elmer Gantry (ópera)
Elmer Gantry es una ópera con música de Robert Aldridge y libreto en inglés de Herschel Garfein, basado en la novela homónima de Sinclair Lewis (1926). Se estrenó en la Ópera de Nashville en noviembre de 2007. 
Elmer Gantry fue concebida casi dos décadas antes de su estreno. Se estrenó en la Ópera de Nashville con posteriores representaciones en la Universidad Estatal de Montclair en 2008.  La Compañía de Ópera Florentina produjo y grabó la ópera en marzo de 2010. Una producción reciente fue terminada en la Universidad de Minnesota en noviembre de 2010.